# 南砂町浄水場
南砂町浄水場（みなみすなまちじょうすいじょう、英称：Minami-Sunamachi Purification Plant）は、東京都江東区にあった東京都水道局の浄水場。

## 概要
工業用水道の浄水場として1965年（昭和40年）5月14日に竣工した浄水場。原水は東京都下水道局砂町水再生センターの下水処理水であり、急速ろ過のうえ、ろ過水は江東区、墨田区、荒川区の全部、足立区、江戸川区の一部に送水していた。かつて解体される以前、東京地下鉄東西線が南砂町駅から35‰勾配を登って地上区間に入り、荒川中川橋梁に差し掛かると、列車進行方向右側に特徴的な円形の高速凝集沈でん池が見えていた。施設解体後、跡地には江東給水所が建設された。

## 沿革
- 1965年（昭和40年）5月14日 - 通水。
- 1968年（昭和43年）4月1日 - 公用休止。
- 1975年（昭和50年）3月31日 - 公用再開。
- 1980年（昭和55年）3月31日 - 廃止。

## 特徴

### 高速凝集沈でん池
円形スラリー循環型が4池あり、1池当たりの処理能力は標準で54,000 m3/日から最大で65,000 m3/日であり、1池当たりの池内容積は4,650 m3、分離面積は700 m2、上昇流速53.5～64.5mm/分である。

### 急速ろ過池
重力式レオポルドブロックろ床式で14池あり、1池内法長10.2m、幅13.15m、深さ3.6m、1池当たりのろ過面積は110 m2、ろ過速度は150m/日、洗浄方式は逆洗浄（逆洗）及び回転式表面洗浄（表洗）装置であった。これら14池のろ過池は、管廊を挟み7池ずつ両側に並列配置としていた。

## アクセス方法
- 鉄道
  - 東京地下鉄東西線南砂町駅（駅番号T-15）下車、徒歩7分。